# Pere August de Schleswig-Holstein-Sonderburg-Beck
Pere August de Schleswig-Holstein-Sonderburg-Beck (en alemany Peter August von Schleswig-Holstein-Sonderburg-Beck) va néixer a Königsberg (Prússia) el 7 de desembre de 1697 i va morir a Tallinn el 24 de febrer de 1775. Era fill del duc Frederic Lluís (1653-1728) i de Lluïsa Carlota d'Augustenburg (1658-1740).
Va ser governador d'Estònia i governador general de Tallinn, però mai va arribar a heretar els dominis de Beck, que van passar del seu oncle el duc August (1652-1689) al seu fill Frederic Guillem I, mort el 1719, la vídua del qual els va vendre el 1732 a Frederic Guillem II (1687-1749), el germà gran de Pere August, que el va revendre a la baronessa Magdalena de Ledebur-Königsbrück. D'aquesta manera, quan Pere August va esdevenir el cap de la família, ostentà només nominalment el títol de duc de Schleswig-Holstein-Sonderburg-Beck.

## Matrimoni i fills
El 5 de setembre de 1723 es va casar amb la princesa Sofia de Hessen-Philippsthal (1695-1728), filla del landgravi Felip de Hessen-Philippsthal (1655-1721) i de Caterina Amàlia de Solms-Laubach (1654-1736). El matrimoni va tenir tres fills:
- Carles (1724-1726)
- Ulrica Amàlia, nascuda i morta el 1726.
- Carles Anton (1727-1759), casat amb la seva cosina Frederica de Dohna-Schlobitten (1738-1786).

La seva dona va morir molt jove, als 33 anys. I Pere August es va tornar a casar el 15 de març de 1742 amb la comtessa Natália Nikolaievna Golovine, filla del comte Nicolau Fedorovich Golovin i de Sofia Nikitovna Pushkin. D'aquest segon matrimoni en nasqueren:
- Pere (1743-1751)
- Alexandre, nascut i mort el (1744).
- Caterina (1750-1811), casada amb el príncep Ivan Bariatinsky.